# Tell Zeidan
Tell Zeidan és un jaciment arqueològic de la cultura d'Obeid al nord de Síria, d'entre el 5500 i el 4000 aC aproximadament.
L'excavació, amb una superfície de 12,5 hectàrees, es troba a la confluència dels rius Balikh (a la riba est del qual es troba), i l'Eufrates, a uns 5 km a l'est de la moderna ciutat siriana d'Ar-Raqqà.
Aquest lloc s'inclou dins de la regió històrica coneguda com Mesopotàmia i el sistema fluvial Tigris-Eufrates, sovint anomenada «bressol de la civilització».

## Història de les excavacions
Tell Zeidan va ser descobert i descrit a finals de la dècada del 1930 per l'arqueòleg britànic Max Mallowan i estudiat de manera més sistemàtica el 1983 per Maurits van Loon i el Servei d'Arqueologia Regional de la Vall de Balikh neerlandesa. Va ser durant aquesta temporada d'excavacions de 1983 que Tell Zeidan es va registrar com un gran poble prehistòric que data de les cultures Halaf i Obeid.
Un projecte arqueològic internacional, el Joint Syrian-American Archaeological Research Project a Tell Zeidan, estava investigant i excavant el jaciment de Tell Zeidan. El projecte va començar l'any 2008, es van completar dues temporades. La tercera temporada estava programada per començar el juliol de 2010. Muhammad Sarhan, director del Museu de Raqqa, i Gil Stein, director de l'Institut Oriental de la Universitat de Chicago, són codirectors del projecte.
Els anys 2008 i 2009, les excavacions van identificar, mitjançant la tècnica 14C, quatre períodes principals d'ocupació contínua que van des del 5800 al 3800 aC: el període d'Halaf, el d'Obeid i el de finals del calcolític 1 i 2. Després d'un període d'abandonament de gairebé un mil·lenni, parts de Tell Zeidan es van tornar a habitar breument a principis del mil·lenni III aC. abans que el lloc fos definitivament abandonat cap al 2008 aC.
Part del túmul sembla haver estat saquejat després de l'inici de la guerra civil siriana el 2011.

## Descripció del jaciment
El jaciment consta d'un túmul llarg i triple orientat de nord-oest a sud-est: un gran túmul meridional de 15 metres d'alçada, una ciutat baixa i dos túmuls més petits: el túmul nord-est i el túmul nord-oest.
Probablement una de les ciutats-temple més grans del període Obeid, Tell Zeidan es troba a la cruïlla de dues rutes comercials importants a la vall de l'Eufrates. Com que el lloc va ser abandonat l'any 4000 aC., els estrats prehistòrics del jaciment són immediatament accessibles sota la superfície del sòl modern, la qual cosa significa que, per primera vegada, els arqueòlegs poden excavar grans àrees d'aquesta ciutat-temple.

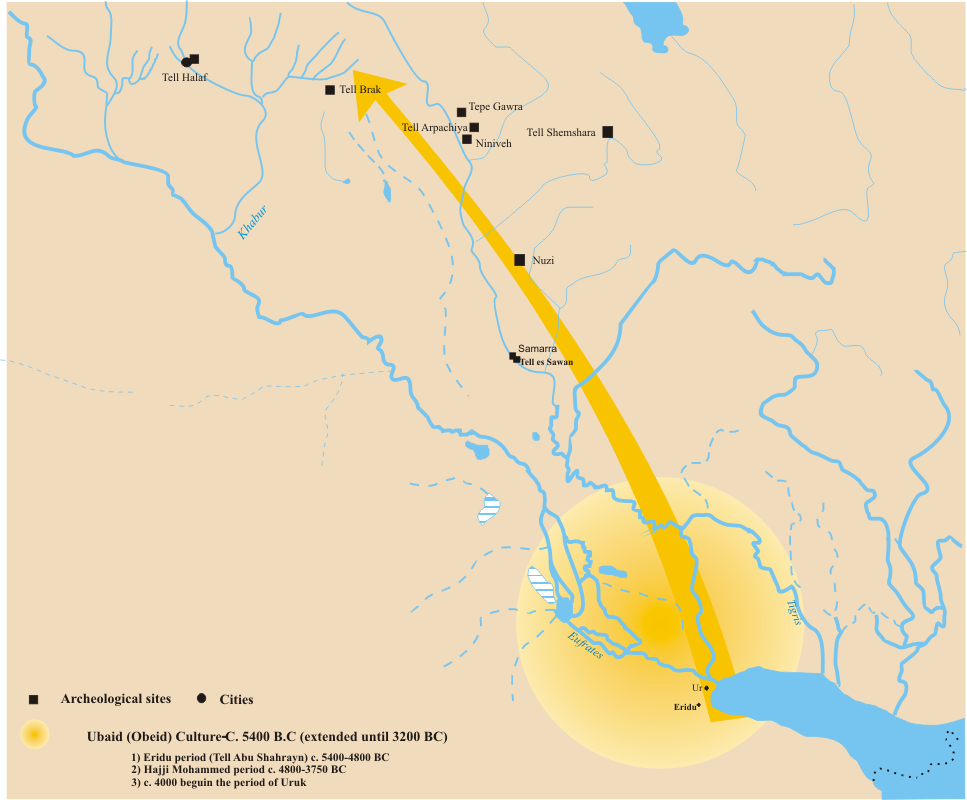
Àrea d'inici de la cultura Obeid, del mil·lenni VI aC, i expansió posterior fins al Khabur

Sembla que el jaciment és el d'una ciutat on la població està molt especialitzada en artesania, la metal·lúrgia del coure i la producció de ceràmica. Els elements descoberts al jaciment suggereixen que Tell Zeidan és la llar d'una de les primeres societats del Pròxim Orient que va desenvolupar classes socials basades en el poder i la riquesa.